# Melissodes coloradensis
Melissodes coloradensis är en biart som beskrevs av Cresson 1878. Melissodes coloradensis ingår i släktet Melissodes och familjen långtungebin. Inga underarter finns listade i Catalogue of Life.